# Deák Lajos (százados)
Kehidai Deák Lajos Özséb (Zalatárnok, Zala vármegye, 1817. augusztus 14. – Zalatárnok, Zala vármegye, 1879. szeptember 29.) Zala vármegyei esküdt, földbirtokos, testőr, százados.

## Családja és származása
A Zala vármegyei nemesi származású kehidai Deák család sarja. Édesapja kehidai Deák József (1764-1831), földbirtokos, főhadnagy, édesanyja a polgári származású István Katalin (1780-1850) volt. Az apai nagyszülei nemes Deák Gábor (1728–1788), táblabíró, földbirtokos és hertelendi és vindornyalaki Hertelendy Anna (1743–1803) voltak. Nagybátyja idősebb kehidai Deák Ferenc (1761-1808), táblabíró, főszolgabíró, földbirtokos volt.

## Élete
Deák Lajos a 8 testvérével és az unokatestvérével, Deák Ferenccel nevelkedett Deák József és István Katalin otthonában Zalatárnokon. Édesapja nyomdokait követve, ő is katonai pályát választott. 1834-ben önkéntesnek állt a császári és királyi 48. gyalogezredhez. 1838-ban otthagyta a hadsereget és családot alapított.
1848 márciusáig Zala vármegye esküdtjéként működött. Az 1848-as szabadságharc alatt a zalaegerszegi járásban alakuló nemzetőr-zászlóalj századosává választották. 1848. november 10.-étől, a vármegye ajánlásával, a nemzetőrökből alakult 47. honvédzászlóalj századossá nevezték ki. 1849 februárjától katonai szereplése ismeretlen. A kiegyezés után, a Deák család tárnoki birtokán gazdálkodott, és tagja volt a Zala megyei Honvédegyletnek.

## Házassága és gyermekei
Deák Lajos 1835 december 2.-án Kálócfapusztán feleségül vette farkaspatyi Farkas Judit (Kálócfa, 1822. április 2.–Zalaszentgrót, 1894. augusztus 14.) kisasszonyt, farkaspatyi Farkas Gábor, kálócfapusztai földbirtokos, hadnagy, és marosi Nagy Anna (1785–1840) lányát. A menyasszonynak az apai nagyszülei farkaspatyi Farkas György (1741-1801), táblabíró, földbirtokos, és zétényi Csukás Terézia (1752-1819) voltak. Az anyai nagyszülei marosi Nagy András (1742–1798), táblabíró, földbirtokos és a zalai tekintélyes nemes Sümeghy családból való Sümeghy Judit (1746–1801) asszony voltak. Nagy Andrásné Sümeghy Juditnak a szülei nemes Sümeghy József (fl. 1743–1746), táblabíró, földbirtokos és prosznyákfalvi Prosznyák Éva (1725–1779) voltak; Nagy Andrásné Sümeghy Juditnak az apai nagyszülei nemes Sümeghy Mihály (fl. 1716–1727), Zala vármegye főjegyzője, törökverő vitéz, földbirtokos és a Foky családból való Foky Judit (Bágyog, 1700. november 7–†?) voltak. Farkaspatyi Farkas Györgynek az apai nagyszülei farkaspatyi Farkas Gábor (fl. 1712–1715), kálócfapusztai földbirtokos és sidi Sidy Mária (fl. 1712–1715) voltak; az utóbbi sidi Sidy Mihály (†1711) egervári vicekapitány, zalamegyei külön kiküldött követ a szécsényi országgyűlésen, földbirtokos és szenterzsébeti Terjék családból való szenterzsébeti Terjék Mária frigyéből származott. Deák Lajos sógora, farkaspatyi Farkas Dávid (1816-1886), jogász, országgyűlési képviselő volt. Nagy Andrásné Sümeghy Judit (1746–1801) első férjétől, forintosházi Forintos Ádám (1733–1781) szolgabírótól két leánygyermek származott, akik egyben farkaspatyi Farkas Gáborné marosi Nagy Anna féltestvérei is voltak: az egyik Forintos Judit (1768-1808), akinek a férje szenttamási Bertalan János (1754-1836) földbirtokos, és a másik lány forintosházi Forintos Magdolna (1779-1850) úrnő, akinek a férje nyírlaki Oszterhueber Mihály (1768-1807) táblabíró, földbirtokos volt. Deák Lajos és farkaspatyi Farkas Judit házasságából született:
- Deák Konstancia Katalin „Rozália” Zuzssanna (Zalatárnok, 1841. június 6.–Budapest, 1879. április 30.). Férje: bonczodföldi Lukács Sándor, (*Sömjén, Vas vm., 1832. március 18.), miniszteri titkár, mérnök.
- Deák Frigyes Kázmér Bálint (Zalatárnok, 1843. március 8.)
- Deák Kálmán Lajos (Zalatárnok, 1845. július 6.–Zalatárnok, 1846. január 19.)
- Deák József Sándor (Zalatárnok, 1847. április 2.–†Nagykanizsa, 1907. március 13.), földbirtokos, postamester, városi végrehajtó. Neje: nemes Horváth Erzsébet, *Kemeneshőgyész, Vas vm., 1856. április 13.)
- Deák Ferenc Gábor (*Zalatárnok, 1849. február 14.–Zalatárnok, 1853. április 20.)
- Deák Borbála Anna (Zalatárnok, 1850. december 5.–Pusztamagyaród, 1916. január 12.). Férje: marosi Nagy József Márton (Pusztaszentlászló, 1838. november 11. †Pusztamagyaród, 1921. április 3.), földbirtokos.
- Deák László Elek, (Zalatárnok, 1852. február 16.–Zalatárnok, 1857. december 14.)
- Deák Klára Amália (Zalatárnok, 1853. július 7.–Zalatárnok, 1854. szeptember 14.)
- Deák Mária Judit (Zalatárnok, 1858. december 27.–†Budapest, 1917. október 5.), magyar tárcaírónő.[9] Férje: Gigler Jenő (*Zalaegerszeg, 1859. február 27.–Budapest, 1940. március 11.), kir. állami végrehajtó.[10]
- Deák Ferenc Pongrác (Zalatárnok, 1859. augusztus 18.), székesfővárosi postafőtiszt. Neje: pókafai Léránth Krisztina „Julianna” (*Szentliszló, 1860. augusztus 3.–†Budapest, 1938. január 24.)
- Deák Károly Lajos (Zalatárnok, 1860. június 11.–Zalatárnok, 1861. augusztus 29.)
- Deák Péter Imre (Zalatárnok, 1864. április 17.–†Budapest, 1921. október 3.), nagykanizsai rendőrfőkapitány, 1904 és 1911 között, a  nagykanizsai luxusszálló „az Arany Szarvas” működtetője. 1f.f.: Asztalos Mária Anna (Nagyszombat, 1877. augusztus 13.–Nagykanizsa, 1904. június 14.). 2.f.: Knortzer Paula (Nagykanizsa, 1856. augusztus 3.–Balatonkeresztúr, 1911. július 4.). 3.f.: nemes Kalivoda Magdolna Viktoria Rozina (*Letenye, 1876. március 8.)